# 特拉福德公园
特拉福德公园是英格兰大曼彻斯特郡特拉福德都市自治市的一个区域，位于曼彻斯特运河南侧的索尔福德码头对面，距离曼彻斯特市中心西南3.4英里（5.5公里），斯特雷特福德以北1.3英里（2.1公里）。直到19世纪末，它一直是特拉福德家族的祖宅，于1896年出售给金融家欧内斯特·泰拉·胡利（Ernest Terah Hooley）。该公园占地4.7平方英里（12平方公里），是世界上第一个规划的工业园区。 一个多世纪后，它仍然是欧洲最大的工业园区。
特拉福德公园几乎完全被水环绕。布里奇沃特运河是其东南部和西南部的边界，1894年开通的曼彻斯特运河构成其东北部和西北部边界。胡利的计划是把该区域开发成一块临运河的园区，但是由于运河产生预期交通量的速度很慢，因此公园早期主要用于高尔夫、马球、划船等休闲活动。
英国西屋电气是第一家迁入特拉福德工业园区的大公司。到1903年，该公司雇佣了约6000名员工，当时占总工人数的一半左右。这个园区成为英国最重要的工程设施之一。
特拉福德公园是第一次和第二次世界大战的主要军需物资供应商，生产勞斯萊斯梅林引擎。该设备为噴火戰鬥機和兰开斯特战斗机提供动力。园区就业人数在1945年达到顶峰，据估计有7.5万名工人。20世纪60年代，随着公司纷纷倒闭，转而在其他地区建设更新、更高效的工厂，就业率开始下降。到1967年，就业人数已降至5万，而在20世纪70年代，困难的经济状况导致全国失业率上升。
新一代集装箱船对于曼彻斯特运河来说太大了，这导致特拉福德公园的命运进一步衰落。到1976年，劳动力人数已降至1.5万，而到了20世纪80年代，在另一次经济衰退之后，公园中似乎不再有工业的痕迹。
1987年成立的特拉福德公园城市发展公司扭转了颓势。在由该公司管理的11年里，公园吸引了1000家公司，创造了2.8万多个新就业岗位和17.59亿英镑的私营部门投资。截至2008年，特拉福德公园内有1400家公司，雇佣了约3.5万人。尽管此后不久，由于新一轮经济衰退，这些数字很快出现下滑，但该地区十年后经济恢复增长，失业率降低，复苏状况良好。

## 历史

### 工业化前
19世纪末，公园开始进行工业化开发之前，如今被称为特拉福德公园的大部分区域是一片“树木繁茂的美丽鹿园“。 这1183英亩（479公顷）的土地包括平坦的草地和牧场，以及一个内部公园，其中有一条林荫大道，通往伊威尔河畔巴顿入口小屋。 这里是德·特拉福德家族的祖传庄园，该家族是英格兰最古老的家族之一， 也是斯特雷特福德当时最大地主之一。大约在1200年，第四代邓纳姆男爵哈蒙·德·马西（Hamon de Massey）授予理查德·德·特拉福德（Richard de Trafford）斯特雷特福德领主头衔， 因此该家族获得了特拉福德周边的土地。1672至1720年间，德·特拉福德一家从他们自1017年起居住的地方，也就是如今的老特拉福德区，搬到了当时的惠特勒斯威克庄园，并将其更名为特拉福德庄园。 他们的新家在特拉福德公园路西北端，位于今天的特纳克斯圆形广场（Tenax Circle）以东一点的地方。
特拉福德公园包括庄园、土地和三个农场：帕克农场（Park Farm）、莫斯农场（Moss Farm）和沃特斯会议农场（Waters Meeting Farm）。  起初，公园有三个入口，分别是画眉鸟巢（Throstle Nest）、伊威尔河畔巴顿（Barton-upon-Irwell）和老特拉福德，最终只有第三个入口保留了下来，从原来的位置迁到如今怀特城购物公园对面，成为了金雀花山公园（Gorse Hill Park）的入口。

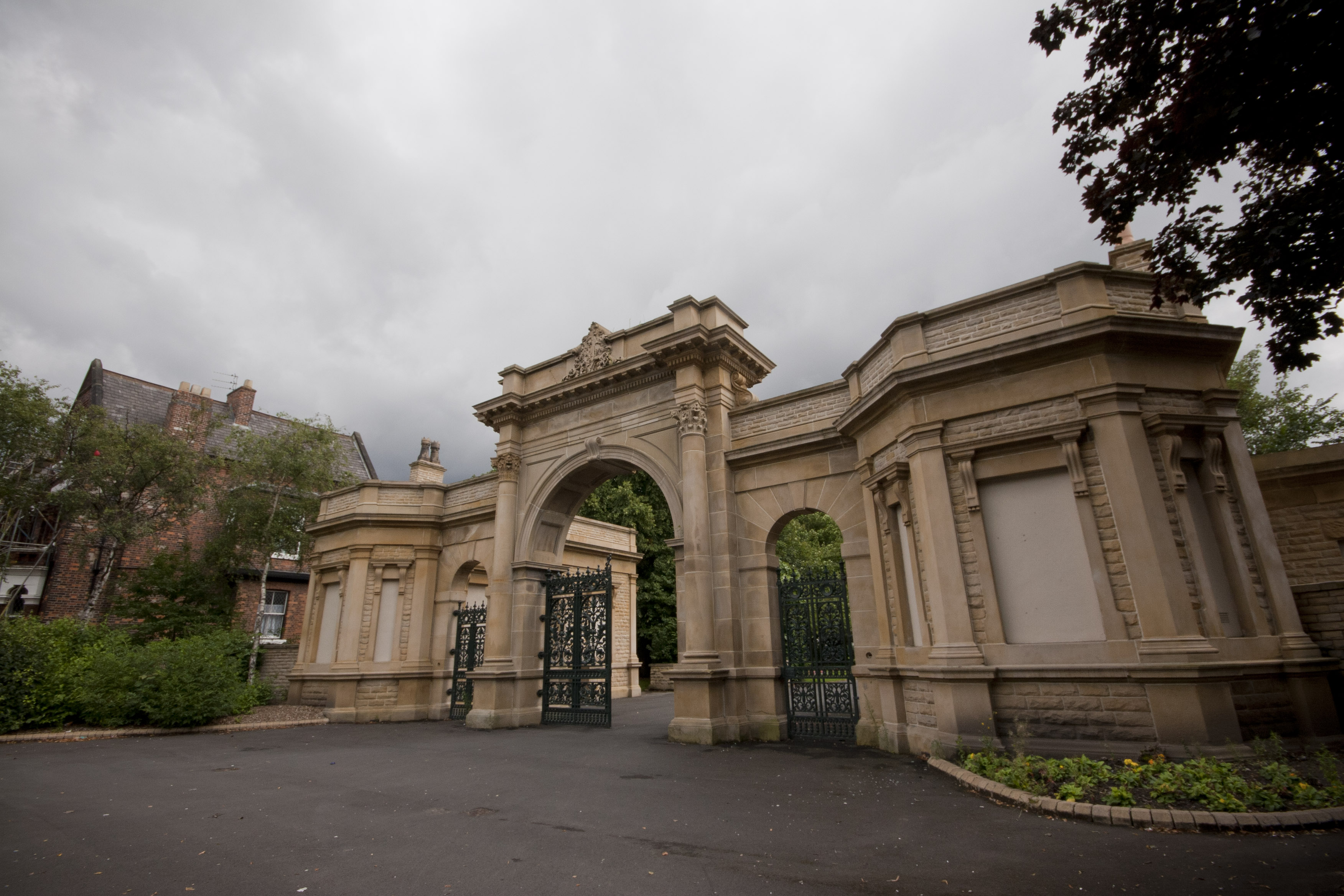
老特拉福德入口小屋和特拉福德公园大门于1922年迁至现址——金雀山公园入口处。

1761年，沿着特拉福德公园的东南和西南两侧修建了一段布里奇沃特运河。该运河和伊威尔河标志着庄园的东北和西北边界，赋予了公园如今“岛屿般”的特质。 大约在1860年，公园北部靠近伊威尔河处建造了一个占地8英亩（3.2公顷）的观赏湖。
1882年，工程师丹尼尔·亚当森（Daniel Adamson）在迪茨伯里（Didsbury）的家中召开了一次会议，开启了庄园的转型，并成立了曼彻斯特运河委员会。汉弗莱·德·特拉福德爵士坚决反对提议中修建运河的想法。 他认为，运河会把污水带到他的住所附近，对他家的排水系统造成干扰，导致特拉福德庄园无法居住，迫使他“搬家，然后离开这个地方”。1885年8月6日，尽管汉弗莱爵士反对，《船舶运河法案》在议会第三次通过时成为法律。1888年，也就是在汉弗莱爵士去世两年多后， 运河开始动工。不过，运河和公园之间建起了一堵9英尺（2.7米）高的墙，因此在公园内看不到这条运河。另外还修建了两个码头，供德·特拉福德家族专用。
1894年，船舶运河的开通使特拉福德公园成为工业发展的主要地点。 在接下来的一个世纪里，公园里建起了工厂和一些工人住房。起初，鹿可以在公园内漫步，但随着工业化进程的加快，人们认为鹿不适合出现在这里，就把它们杀死了。最后一只鹿死于1900年。 特拉福德庄园直到第二次世界大战后才被拆除。

### 早期发展
1896年5月7日，汉弗莱·弗朗西斯·德·特拉福德爵士（Humphrey Francis de Trafford）将这片1183英亩（479公顷） 的土地拍卖，但拍卖价格未能达到其报出的30万英镑的底价（相当于2023年的3690万英镑）。 在这段时间内，关于曼彻斯特公司是否应该收购特拉福德公园这个问题引发了很多公开争论，但公司无法迅速达成协议。因此，在6月23日，欧内斯特·泰拉·胡利以总价36万英镑完成了收购（相当于2023年的4430万英镑），成为特拉福德公园的新主人。
8月17日，胡利成立了特拉福德公园地产有限公司，他以可观的利润将公园所有权转移到了新公司，他是公司的董事长和重要股东。他的最初计划是建造一个赛马场、专用住宅和一个自行车厂，同时为“包括木材贸易在内的所有类型的贸易”开发船舶运河。当时，船舶运河已开通两年了，但尚未达到预计的交通量。胡利会见了船舶运河公司的总经理马歇尔·史蒂文斯（Marshell Stevens），两人都认识到特拉福德公园的工业发展和船舶运河的发展可以相得益彰。1897年1月，史蒂文斯成为特拉福德公园地产的总经理。 直到1930年，他一直担任联合董事长和常务董事。

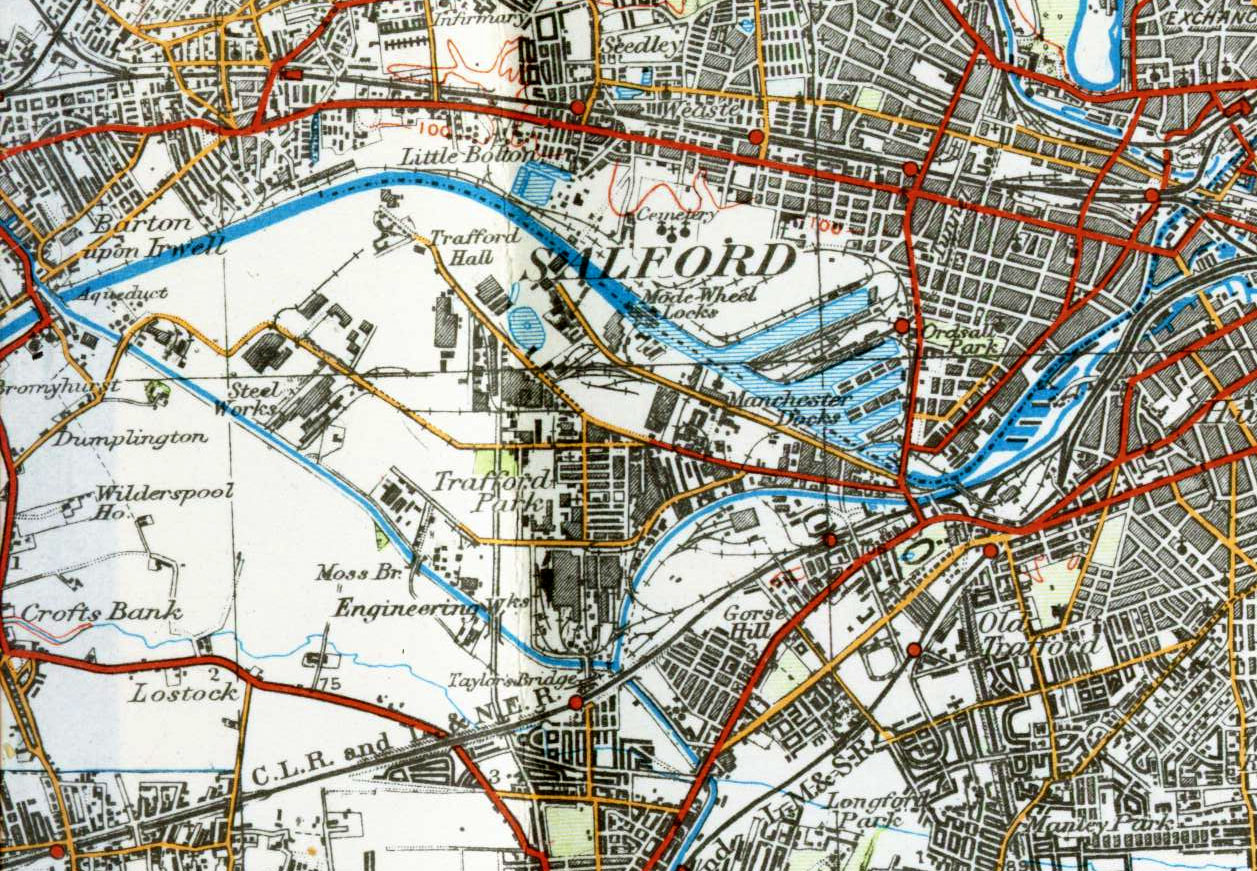
1924年的地图显示特拉福德公园几乎完全被曼彻斯特运河和布里奇沃特运河包围

### 第二次世界大战时期
第二次世界大战期间，特拉福德公园主要生产军需物资，例如阿芙罗曼彻斯特和阿芙罗兰开斯特重型轰炸机，以及为喷火式战斗机、飓风战斗机、蚊式轰炸机和兰开斯特式轰炸机提供动力的勞斯萊斯梅林引擎。这些发动机是由福特公司根据许可制造的。到战争结束时，福特公司专门建造的工厂雇用了17316名工人，生产了3.4万台发动机。工厂被设计为两个独立的部分，尽量减少炸弹损坏对生产的影响。 1940至1945年间，希尔父子木材加工厂（F. Hills & Sons）为英国皇家空军制造了800多架珀西瓦尔·普罗克特（Percival Proctor）飞机，并在附近的巴顿小型机场（Barton Aerodrome）进行了飞行测试。 其他公司生产火炮轴承、丘吉尔坦克的钢履带、弹药、贝利桥等。帝国化学工业公司在英国建造并运营了第一家能够批量生产青霉素的工厂。
作为重要的工业区，特拉福德公园经常遭到德国空军的轰炸，特别是在1940年12月曼彻斯特闪电战期间。1940年12月23日晚，位于莫斯利路的大都会维克斯公司（Metropolitan-Vickers）的飞机工厂遭到严重破坏。首批13架MV制造的阿芙罗曼彻斯特轰炸机在最后组装环节中遭受损失。 1941年5月，生产飞机发动机的福特新工厂开始运营后仅几天就遭到轰炸。 特拉福德庄园在轰炸中受损严重，并在战争结束后不久被拆除。
1939年战争爆发时，据估计特拉福德公园有5万名工人。直到1945年战争结束，这一数字增长到7.5万， 这可能是公园劳动力规模的顶峰；仅大都会维克斯公司就雇佣了2.6万人。

### 衰落与重建

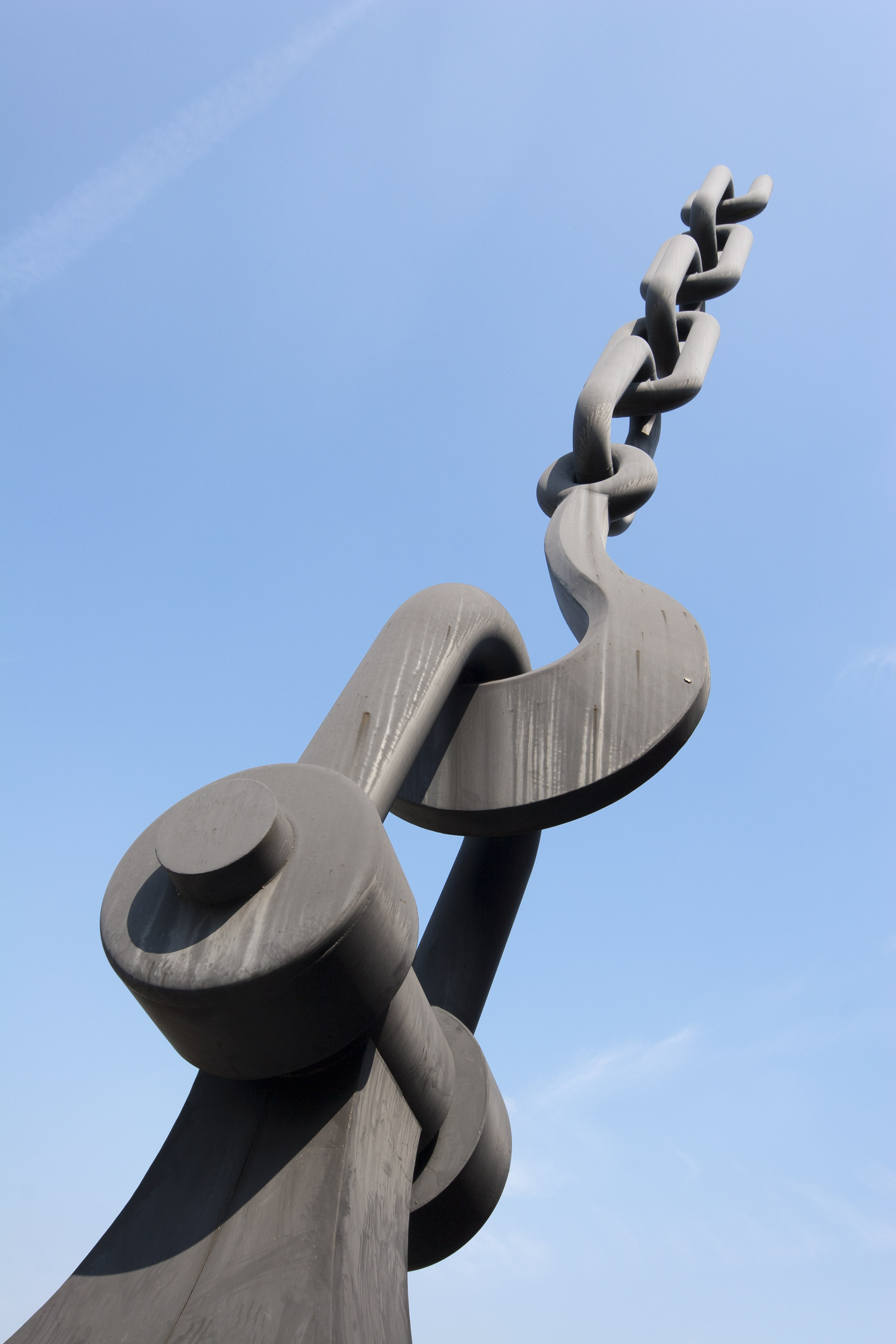
公园东侧有一对56英寸（17米）高的雕塑，名为”天钩“ （Skyhooks）的雕塑，由布莱恩·费尔（Brian Fell）设计，于1995年落成，作为该庄园重建的一部分。

20世纪60年代，许多公司关闭了在特拉福德公园的工厂，转而在其他地方建设更新、更高效的工厂，园区内的就业人数开始下降。 位于曼彻斯特运河西端的埃尔斯米尔港和朗科恩在工业上处于优势地位，在经济重要性方面超过了特拉福德公园。1967年，就业人数降至5万，20世纪70年代又进一步下降。 1971年，斯特雷特福德议会作出回应，成立了特拉福德公园工业委员会（Trafford Park Industrial Council），特拉福德公园内的所有公司均可成为该委员会的成员。委员会早期倡议之一是鼓励公司通过景观美化等方式改善各自环境，以驱散园区内普遍衰败腐朽的气息。 20世纪70年代，曼彻斯特运河的运输量减少，无法容纳当时投入使用的更新、更大的集装箱船，这加剧了公园的衰落。 到1976年，劳动力下降至1.5万人。 到20世纪80年代，工业几乎消失了。
1981年8月12日，英国政府宣布占地483英亩（1.95平方公里）的特拉福德公园和索尔福德码头为企业区，以鼓励该地区的新发展。然而，这个新的身份并没有改变公园的命运。在1984年的下议院辩论中，斯特雷特福德议员托尼·劳埃德（Tony Lloyd）将该地区的衰落描述为”惊人且灾难性的“。 园区的目标是在10年内创造7000个新工作岗位，但到1986年只创造了2557个，甚至不足以弥补因园区关闭而造成的持续失业。 1987年2月10日，特拉福德公园开发公司成立，负责占地3130英亩（12.7平方公里）的城市开发区，不仅包括特拉福德公园，还包括斯特雷特福德、索尔福德码头的部分地区，以及伊尔拉姆的前钢铁厂，现在被称为北岸。 在该公司实施的四项重建计划中，”码头项目“涵盖了公园东端200英亩（81公顷）的土地、部分运河码头、曼联足球俱乐部老特拉福德球场周围区域以及布里奇沃特运河以东的区域。目的是打造”一片旗舰区域“，包含知名办公场所、商店和”高科技“产业，利用该地区靠近曼彻斯特市中心的优势，并模仿附近索尔福德码头早期成功的重建项目。
1987至1998年间，该开发公司吸引了1000家企业，创造了28299个新工作岗位和17.59亿美元的私营部门投资。 成立该公司原本只是一项临时措施，计划于1997年3月31日终止，但它又被延长了一年。直到1998年3月，特拉福德公园的开发责任移交给了特拉福德委员会。 该公园再次成为特拉福德的主要就业中心，公园重建使得该地区的企业开工率较高，失业率较低。 截至2008年，园区内有1400家公司，约3.5万名员工。

### 政治代表性
自1997年起，特拉福德公园一直位于斯特雷特福德和厄姆斯顿选区。在2019年英国大选中，工党议员凯特·格林以60.3%的支持率赢得了多数。 2022年，格林被提名大曼彻斯特副市长后辞职。她的继任者是安德鲁·韦斯特 (Andrew Western) ，他以9906票的多数赢得了补选，比保守党的支持率高11%。

## 地标

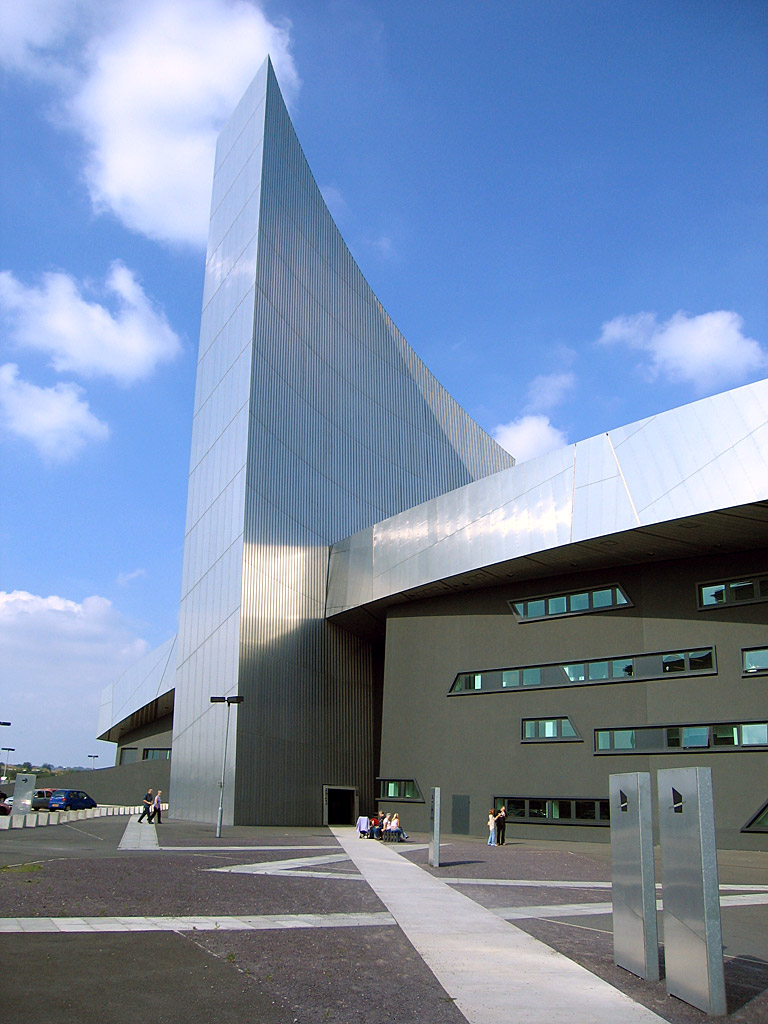
帝国战争博物馆北馆的主入口

帝国战争博物馆北馆于2002年7月5日开馆，位于特拉福德码头，运河南缘，俯瞰索尔福德码头。它是解构主义建筑的典范，是由丹尼尔·里伯斯金在英国设计的第一座建筑。博物馆建筑由三个联锁着的碎片集合组成，代表空气、土壤和水，象征着一个因冲突而四分五裂的世界。进入博物馆会通过空气碎片，高度为180英尺（55米），与其他元素遥相呼应。博物馆有一个约95英尺（29米）高的观景台，可以欣赏到索尔福德和码头以及曼彻斯特市中心的景色。博物馆设有两个宽敞的展览区，最大的展区用于永久展览，涵盖了从1900年至今的战争冲突，另一个展区用于特别展览。

## 交通

### 当前和未来的交通

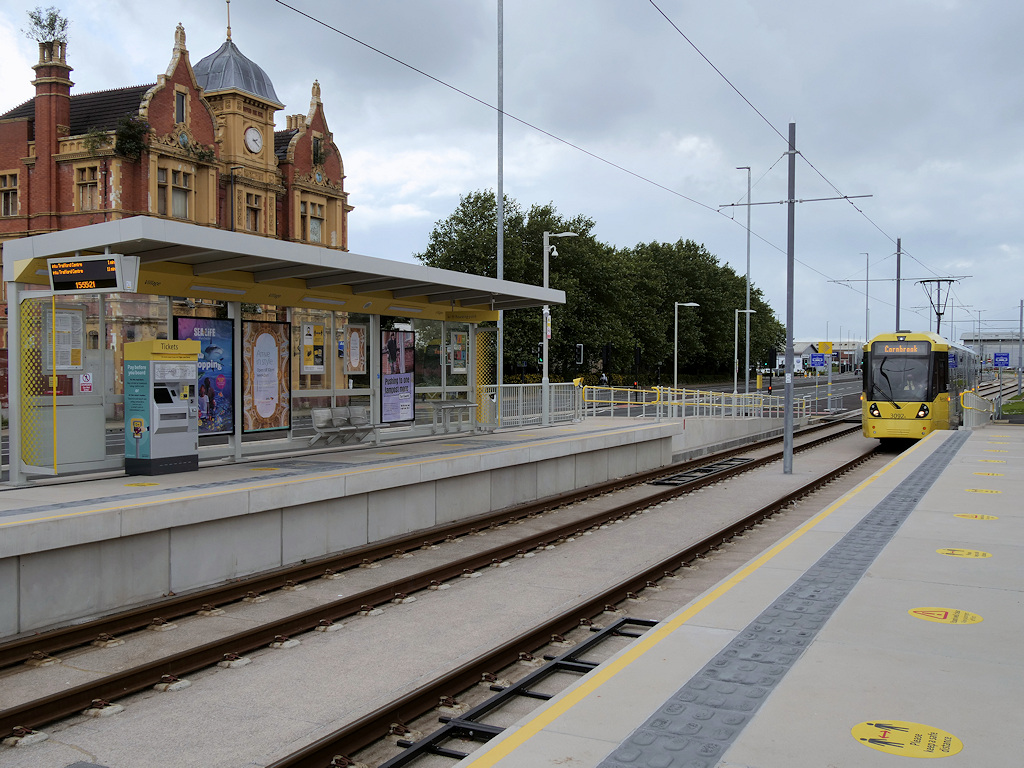
自 2020 年以来，特拉福德公园已有多个曼彻斯特轻铁车站提供服务。

特拉福德公园内的路标分别指向阿什伯顿、邓普林顿、莫斯菲尔德、莫斯利和纽布里奇分区。
特拉福德公园铁路货运站（Euroterminal）于1993年投入使用，耗资1100万英镑。每年可以处理10万个集装箱。
如今，特拉福德公园有多条公交线路。248路公交车往返于特拉福德公园和帕廷顿之间。250路和X50路公交车往返于曼彻斯特市中心和特拉福德中心之间。特拉福德公园火车站位于该地区东部，有来往利物浦莱姆街和曼彻斯特牛津路之间的火车。
曼彻斯特轻铁的特拉福德公园线从波莫纳到特拉福德中心，于2020年3月开通。

### 引用
1. ↑  Nicholls (1996)，第xiii頁
2. ↑  , Trafford Council, October 2008  [5 July 2010], （原始内容存档于8 March 2012）
3. ↑  Nicholls (1996)，第3頁
4. ↑  Masterson & Cliff (2002)，第66–67頁
5. ↑  Thorber, Craig, , Cheshire Antiquities,   [6 February 2008], （原始内容存档于17 December 2007）
6. ↑  Masterson & Cliff (2002)，第65–66頁
7. ↑  Nicholls (1996)，第9頁
8. ↑  Nicholls, Robert (1996), Trafford Park: The First Hundred Years, Phillimore & Co, ISBN 978-1-86077-013-5
9. ↑  Masterson, Vicki; Cliff, Karen (2002), Stretford: An Illustrated History, Breedon Books Publishing, ISBN 978-1-85983-321-6
10. ↑  Nicholls (1996).
11. ↑  , The Transport Archive,   [5 August 2008], （原始内容存档于27 September 2007）
12. ↑  Nicholls (1996)，第13頁
13. ↑  Masterson & Cliff (2002)，第68頁
14. ↑  Nicholls (1996)，第23–24頁
15. ↑  Nicholls (1996)，第42頁
16. ↑  Nicholls (1996)，第99頁
17. ↑  Woodroofe, Fletcher A., , LSE Selected Pamphlets, 1899: 37, JSTOR 60241154
18. ↑  Officer, Lawrence H., , MeasuringWorth, 2009  [3 December 2009], （原始内容存档于24 November 2009）
19. ↑  Nicholls (1996)，第16頁
20. ↑  Officer, Lawrence H., , MeasuringWorth, 2009  [3 December 2009], （原始内容存档于24 November 2009）
21. ↑  Nicholls (1996)，第22頁
22. ↑  Nicholls (1996)，第24頁
23. ↑  Nicholls (1996)，第112頁
24. 1 2  Nicholls (1996)，第103–104頁
25. ↑  Scholefield (2004)，第227頁
26. ↑  Nicholls (1996)，第101頁
27. ↑  Rowlinson (1947)，第56頁
28. ↑  Nicholls (1996)，第99–100頁
29. ↑  Nevell (1997)，第130–133頁
30. ↑  Stratton & Trinder (1997)，第117頁
31. ↑  Nicholls (1996)，第118頁
32. 1 2  Kidd (1996)，第186頁
33. ↑  Nicholls (1996)，第123頁
34. ↑  Kidd (1996)，第187頁
35. ↑  Kidd (1996)，第188頁
36. 1 2  Nicholls (1996)，第135–140頁
37. ↑  Nicholls (1996)，第141, 147頁
38. ↑  Nicholls (1996)，第147–151頁
39. ↑  , Trafford Council, October 2008  [5 July 2010], （原始内容存档于8 March 2012）
40. ↑  Nicholls (1996)，第165頁
41. ↑  , Audit Commission, July 2005  [31 August 2010], （原始内容存档于18 December 2010）
42. ↑  , Trafford Council, October 2008  [5 July 2010], （原始内容存档于8 March 2012）
43. ↑  .   [2022-12-22]. （原始内容存档于2019-04-13） （英国英语）.
44. ↑  . BBC News. 2022-12-15  [2022-12-22]. （原始内容存档于2023-03-15） （英国英语）.
45. ↑  , Imperial War Museum North,   [17 April 2013], （原始内容存档于6 August 2010）
46. ↑  .   [2024-02-15]. （原始内容存档于2022-12-11）.
47. ↑  Nicholls (1996)，第161頁

### 书目
- Farnie, D. A., , Manchester University Press, 1980, ISBN 978-0-7190-0795-8
- Hayes, Cliff, , Northern Publishing Services, 1994, ISBN 978-1-899181-00-1
- Kidd, Alan, , Keele University Press, 1996, ISBN 978-1-85331-028-7
- Masterson, Vicki; Cliff, Karen, , Breedon Books Publishing, 2002, ISBN 978-1-85983-321-6
- Nevell, Michael, , Trafford Metropolitan Borough with University of Manchester Archaeological Unit, 1997, ISBN 978-1-870695-25-1
- Nicholls, Robert, , Narrow Gauge Railway Society, 1985, ISBN 978-0-9507169-2-3
- Nicholls, Robert, , Phillimore & Co, 1996, ISBN 978-1-86077-013-5
- Nicholls, Robert, , Sutton Publishing, 2004, ISBN 978-0-7509-3661-3
- Pevsner, Nikolaus, , Penguin Books, 1969, ISBN 978-0-14-071036-6
- Rowlinson, Frank, , Metropolitan-Vickers Electrical Co., 1947
- Scholefield, R. A., , Transactions of the Lancashire and Cheshire Antiquarian Society (Lancashire & Cheshire Antiquarian Society), 2004, ISSN 0950-4699
- Stratton, Michael; Trinder, Barrie, , B. T. Batsford Ltd, 1997, ISBN 978-0-7134-7563-0
- Wyke, Terry; Cocks, Harry, , Public Sculpture of Britain 8 (Liverpool University Press), 2004, 8, ISBN 978-0-85323-567-5